# Marty Lees
Marty Lees amerikai baseballozó és baseballedző, 2023-tól az Oklahoma állambeli Stillwater középiskola edzője. 2016 és 2019 között a Washington State Cougars vezetőedzője volt.

## Játékosként
A lakeview-i középiskolában és a Lane megyei Közösségi Főiskolán baseballozott és kosárlabdázott. Később a Nyugat-oregoni Egyetemre járt.

## Edzőként
1998–1999-ben az oakridge-i, 2000 és 2003 között a harrisburgi középiskola edzője volt. 2002-ben az Oregon State Beavers önkéntese, 2004-ben helyettese lett. A csapat megnyerte a 2006-os és 2007-es College World Seriest. 2012. június 25-én az Oklahoma State Cowboys társ-vezetőedzőjévé nevezték ki. Háromszor jutottak ki az NCAA bajnokságára.
2015. június 3-án a Washington State Cougars vezetőedzője lett; 2019. május 21-én 68–133–2-es eredménnyel kirúgták. 2019 júniusban újra a Cowboys munkatársa lett.
2023 júniusában a Chatham Anglers edzője lett; felettese, Tom Holliday lemondását követően a 2023-as szezon hátralévő részére igazgatóhelyettes lett, majd július 28-n, hat hátralévő mérkőzéssel a stillwateri középiskola edzője és testnevelő tanára lett.

## Eredményei vezetőedzőként
| Szezon                                       | Eredmény                                     | Eredmény                                     | Helyezés                                     |
| Szezon                                       | Összesen                                     | Konferencia                                  | Helyezés                                     |
| Washington State Cougars (Pac-12 Conference) | Washington State Cougars (Pac-12 Conference) | Washington State Cougars (Pac-12 Conference) | Washington State Cougars (Pac-12 Conference) |
| -------------------------------------------- | -------------------------------------------- | -------------------------------------------- | -------------------------------------------- |
| 2016                                         | 17–29                                        | 10–17                                        | 11.                                          |
| 2017                                         | 24–29                                        | 10–20                                        | 9.                                           |
| 2018                                         | 16–33–1                                      | 8–21–1                                       | 10.                                          |
| 2019                                         | 11–42–1                                      | 3–26–1                                       | 11.                                          |
| Összesen:                                    | 68–33–1                                      | 31–84–1                                      | –                                            |

## Fordítás
- Ez a szócikk részben vagy egészben  a   Marty Lees című angol Wikipédia-szócikk ezen változatának fordításán alapul.  Az eredeti cikk szerkesztőit annak laptörténete sorolja fel. Ez a jelzés csupán a megfogalmazás eredetét és a szerzői jogokat jelzi, nem szolgál a cikkben szereplő információk forrásmegjelöléseként.